# 杜瓦拉巴扎爾烏帕齊拉
杜瓦拉巴扎爾乌帕齐拉是孟加拉国蘇納姆甘傑縣的一个乌帕齐拉，位於錫爾赫特专区的蘇納姆甘傑縣。

## 人口
據1991年孟加拉國人口普查，杜瓦拉巴扎爾共有戶數27,112戶，人口157240人。其中男性佔比50.74%，女性佔比49.26%；成年人口76,530人。該地7歲以上人口之平均識字率為15.6%，低於全國平均值（32.4%）。